# Soraya Obaid

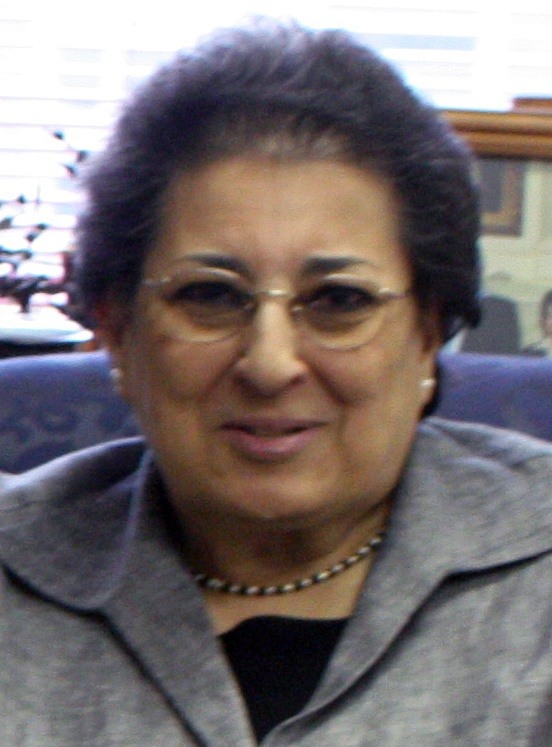
Thoraya Obaid 2009

Soraya (Thoraya) Obaid (geboren am 2. März 1945 in Bagdad, Irak) war eine Untergeneralsekretärin der Vereinten Nationen und die Exekutivdirektorin des Bevölkerungsfonds der Vereinten Nationen. 
Obaid stammt aus Saudi-Arabien und bekleidet das Amt der Exekutivdirektorin seit dem 1. Januar 2001. Sie ist die erste Person mit saudischer Staatsbürgerschaft, die eine Führungsposition in einem Organ der Vereinten Nationen bekleidet. 
Obaid ist verheiratet und hat zwei Töchter. Obaid war 1963 die erste saudische Frau, die mit einem staatlichen Stipendium in den USA studierte. Ihren Ph. D. machte sie im Jahre 1974 an der Wayne State University. Sie ist vor allem im Bereich Familien- und Frauenpolitik engagiert. Nachdem die USA im Jahre 2002 alle finanziellen Beiträge an den Bevölkerungsfonds eingestellt hatten, kritisierte sie den US-Präsidenten George W. Bush persönlich mit den Worten: „Aufgrund dieser Entscheidung, Mr. President, werden Frauen und Kinder sterben.“ Die USA verweigern bis heute jegliche finanzielle Hilfe.